# Karol Kot (morderca)
Karol Szczepan Kot, znany również jako Wampir z Krakowa (ur. 18 grudnia 1946 w Krakowie, zm. 16 maja 1968 w Mysłowicach) – polski morderca, oskarżony o zamordowanie 2 osób, 10 prób zabójstwa oraz 4 podpalenia. W społeczności rodzinnego Krakowa swoimi zbrodniami wywołał strach w latach 60. XX wieku.

## Życiorys

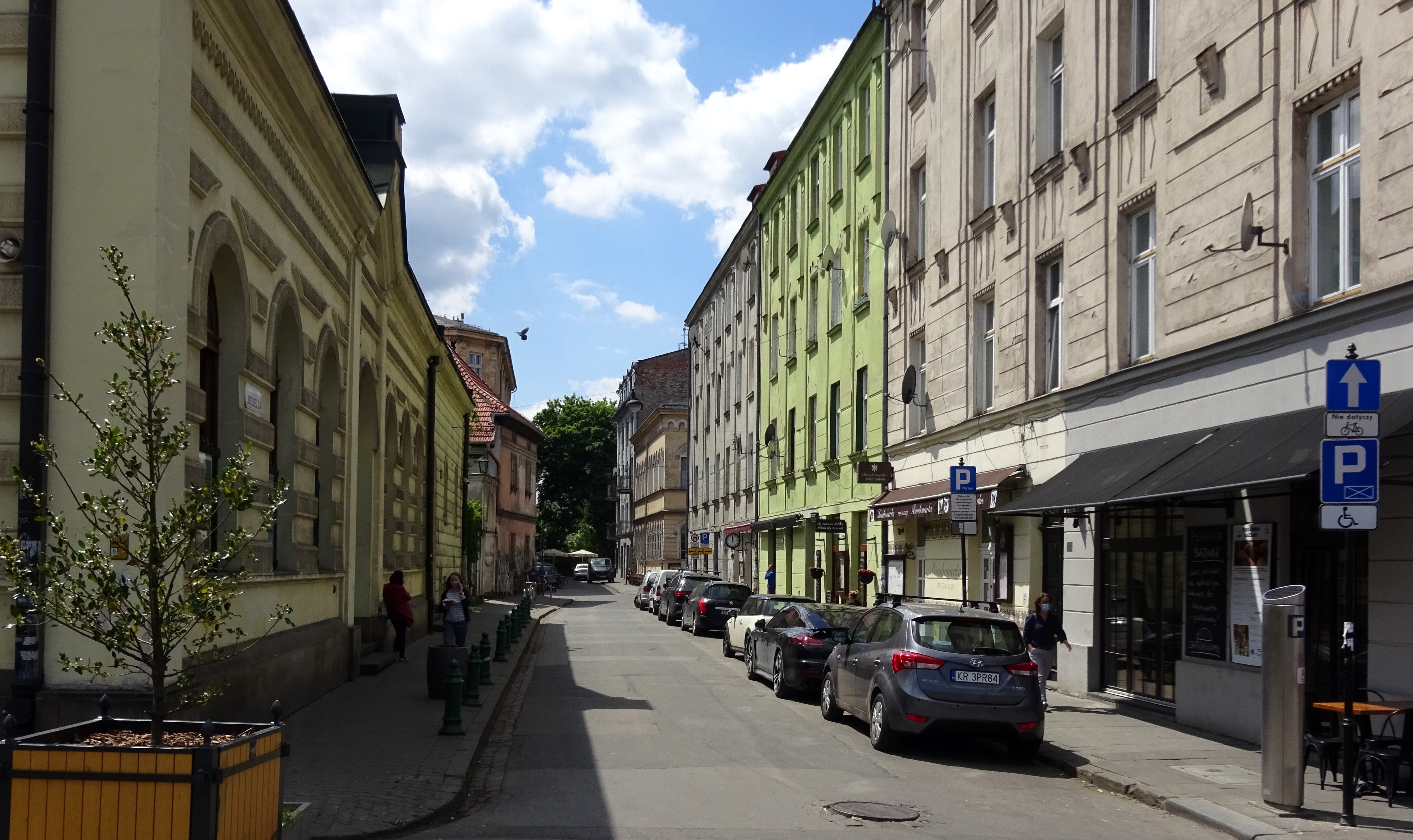
Ulica Meiselsa w Krakowie, przy której mieszkał Karol Kot

Wywodził się z inteligenckiej rodziny. Mieszkał z rodzicami na krakowskim Kazimierzu, w kamienicy nr 2 przy ul. Meiselsa. Był uczniem Technikum Energetycznego przy ul. Loretańskiej w Krakowie. Cechowało go zamiłowanie do broni palnej, wojska i strzelectwa. Był najlepszym strzelcem w sekcji strzeleckiej Klubu Sportowego Cracovia.
We wrześniu 1964 roku Kot wszedł do kościoła sercanek przy ul. Garncarskiej 24 w Krakowie i dźgnął bagnetem modlącą się tam kobietę, po czym uciekł. Ofiara początkowo nie poczuła, że została zraniona, o czym zorientowała się w domu, z którego wezwała pomoc. Również kolejnymi zaatakowanymi były starsze kobiety, a następnie dzieci. Właśnie zabójstwo dziecka, które poszło pozjeżdżać na sankach, a potem próba zabójstwa drugiego, siedmioletniej dziewczynki, doprowadziły do ujęcia Kota. Jego znajoma poszła na milicję.
Karol Kot został oskarżony o zamordowanie 2 osób (77-letniej Marii Plichty w klasztorze prezentek przy ul. św. Jana oraz 11-letniego Leszka Całka przy kopcu Kościuszki), 10 prób zabójstwa (w tym 6 przez otrucie) oraz 4 podpalenia. Lekarze psychiatrzy (w tym Wanda Półtawska) badający mordercę orzekli jego poczytalność i działanie z pełną świadomością.
W czasie śledztwa milicja popełniła wiele kuriozalnych, niewyjaśnionych często do dzisiaj błędów, np. nie wykorzystała rysopisu podanego przez pierwszą z ofiar. Po ataku nożem na dziewczynkę przy ul. Jana III Sobieskiego Karola Kota widział przejeżdżający taksówkarz. Jak później się okazało, trafnie go opisał. Milicja jednak zlekceważyła jego zeznania.
Po ujęciu 14 lipca 1966 r., a więc kilka tygodni po maturze, przyznał się do popełnionych przestępstw, opisując przebieg zbrodni. W trakcie śledztwa bez ogródek opisywał popełniane zbrodnie, nie krył również swoich morderczych planów i zamiarów, chełpiąc się swoim zamiłowaniem do krwi i uśmiechając na zdjęciach z wizji lokalnych. Jak sam mówił, pierwszy raz krwi spróbował w rzeźni podczas wakacji w Pcimiu wiele lat wcześniej. Zeznanie z akt milicji:

Z rodzicami jeździłem na wakacje do Pcimia (to taka dziura pod Myślenicami). Było nudno, chodziłem więc do tamtejszej rzeźni i asystowałem przy zabijaniu cieląt. Lubiłem ten widok i w końcu zasmakowałem w ciepłej krwi.

Wyrok ogłoszono 14 lipca 1967 roku. Kot został uznany za winnego i skazany na karę śmierci. W wyniku odwołania 22 listopada 1967 roku Sąd Najwyższy, jako sąd II instancji, zamienił karę śmierci na karę dożywotniego pozbawienia wolności. Z możliwości wniesienia rewizji nadzwyczajnej skorzystał jednak Prokurator Generalny. Skutkiem tej interwencji 11 marca 1968 (pojawia się też data 17 marca 1968) roku skazano „krakowskiego wampira” na karę śmierci przez powieszenie i bezterminową utratę honorowych praw obywatelskich. Morderca został stracony zgodnie z wyrokiem 16 maja 1968 r. Według medialnych relacji, podczas sekcji jego zwłok stwierdzono rozległy guz mózgu. Według książki Semczuka jest to nieprzekonujące. Od czasu wykonania kary do odebrania zwłok w zakładzie pogrzebowym minęły 2 godziny. W tym czasie sekcja zwłok miałaby nie być możliwa, ponadto miano nie stosować takich procedur dla osób, na których wykonano wyrok śmierci, a także nie zaprezentowano żadnego oficjalnego dokumentu potwierdzającego przeprowadzenie sekcji.

## Odwołania w kulturze
W nawiązaniu do wydarzeń z udziałem Kota poeta Marcin Świetlicki napisał wiersz Karol Kot („wziąłem duży rozmach/i ściąłem jednocześnie/chłopca/śnieg/powietrze/swój kręgosłup/łodygę”). Poza tym sylwetka mordercy przewija się przez powieść Świetlickiego Dwanaście.
W 2008 roku kanał Discovery Historia wyprodukował i wyemitował odcinek serialu dokumentalnego Seryjni mordercy zatytułowany „Był sobie chłopiec” autorstwa Anety Chwalby i Macieja Muzyczuka poświęcony postaci Kota.
W 2011 roku Marcin Koszałka zapowiedział, iż planuje realizację filmu, którego bohaterem będzie „wampir z Krakowa”. Czerwony pająk, debiutancki pełnometrażowy film fabularny w reżyserii Koszałki dofinansowany przez Polski Instytut Sztuki Filmowej miał swoją międzynarodową premierę 6 lipca 2015 podczas Festiwalu Filmowego w Karlowych Warach, gdzie był pokazywany w konkursie głównym. Na ekrany polskich kin wszedł 27 listopada 2015. Główną rolę zagrał Filip Pławiak. Film nie przedstawia jednak prawdziwej historii Karola Kota, a jest tylko luźno inspirowany jego postacią.
W 2022 historia Karola Kota została przedstawiona w serialu dokumentalnym TVP Historia "Polscy. Seryjni...".
W 2024 r. Andrzej Gawliński dokonał rekonstrukcji zbrodni Kota w książce: Lolo Rozpruwacz. Karol Kot - Wampir z Krakowa.
Do postaci Kota nawiązuje wydany w 2024 komiks Spółdzielnia, 13 odcinek serii Wydział VII.